# Encke (månekrater)
Encke er et nedslagskrater på Månen. Det befinder sig på Månens forside i den vestlige udkant af Mare Insularum, og det er opkaldt efter den tyske matematiker og astronom Johann F. Encke (1791 – 1865).
Navnet blev officielt tildelt af den Internationale Astronomiske Union (IAU) i 1935.

## Omgivelser
Enckekrateret ligger syd-sydøst for krateret Kepler. Det lille Kunowskykrater ligger mod øst-sydøst i maret.

## Karakteristika
Enckes rand er lav og af noget polygonal form. Der ligger et småkrateret over den vestlige rand. Kraterbunden er noget ujævn og er dækket af strålemateriale fra det nærliggende Keplerkrater. Disse udkastningers høje albedo gør Encke til et klart område, når Solen står højt over måneoverfladen.

## Satellitkratere
De kratere, som kaldes satellitter, er små kratere beliggende i eller nær hovedkrateret. Deres dannelse er sædvanligvis sket uafhængigt af dette, men de får samme navn som hovedkrateret med tilføjelse af et stort bogstav. På kort over Månen er det en konvention at identificere dem ved at placere dette bogstav på den side af satellitkraterets midte, som ligger nærmest hovedkrateret. Enckekrateret har følgende satellitkratere:
| Encke | Længde  | Bredde  | Diameter |
| ----- | ------- | ------- | -------- |
| B     | 2,4° N  | 36,8° V | 12 km    |
| C     | 0,7° N  | 36,4° V | 9 km     |
| E     | 0,3° N  | 40,1° V | 9 km     |
| G     | 4,8° N  | 38,8° V | 7 km     |
| H     | 4,0° N  | 37,3° V | 4 km     |
| J     | 5,.2° N | 39,5° V | 5 km     |
| K     | 1,4° N  | 37,2° V | 4 km     |
| M     | 4,5° N  | 35,1° V | 3 km     |
| N     | 4,6° N  | 37,1° V | 4 km     |
| T     | 3,4° N  | 38,0° V | 91 km    |
| X     | 0,9° N  | 40,3° V | 3 km     |
| Y     | 5,9° N  | 36,4° V | 3 km     |

## Måneatlas
- Billeder af Enckekrateret i LPI-måneatlasset